# Auditorio de Tenerife

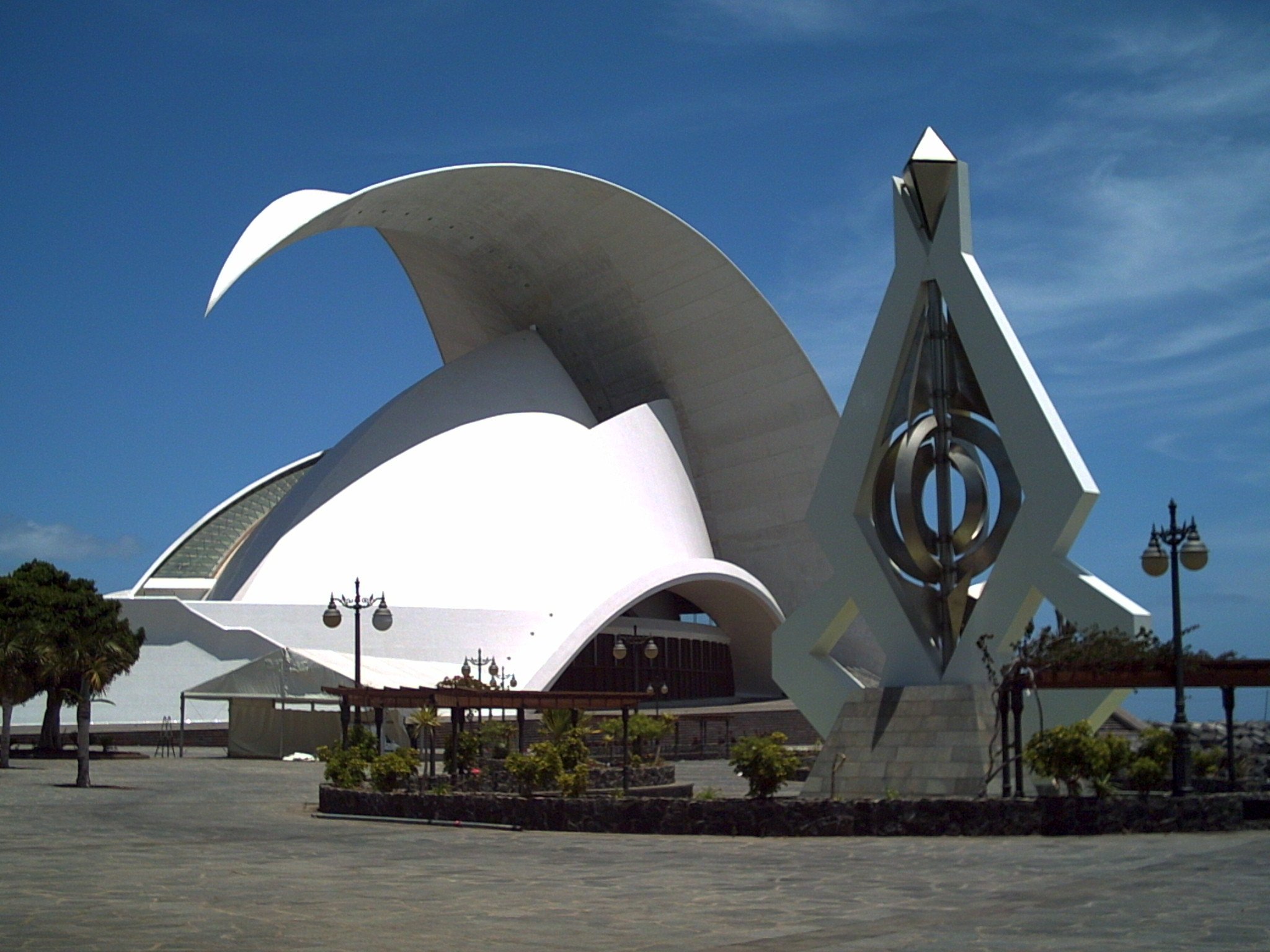
Auditorio de Tenerife

Auditorio de Tenerife „Adán Martín” (poprzednio Auditorio de Tenerife) – budynek w stylu nowoczesnego ekspresjonizmu, położony na przylądku w Santa Cruz de Tenerife (Wyspy Kanaryjskie, Hiszpania).
Audytorium budowane było w latach 1997–2003, wykonane zostało ze stali, betonu i szkła. Otwarcie nastąpiło 26 września 2003 – na uroczystości z tej okazji pojawił się książę Filip. Architektem był Santiago Calatrava. Jest siedzibą Orkiestry Symfonicznej Teneryfy (Orquesta Sinfónica de Tenerife).

## Galeria zdjęć

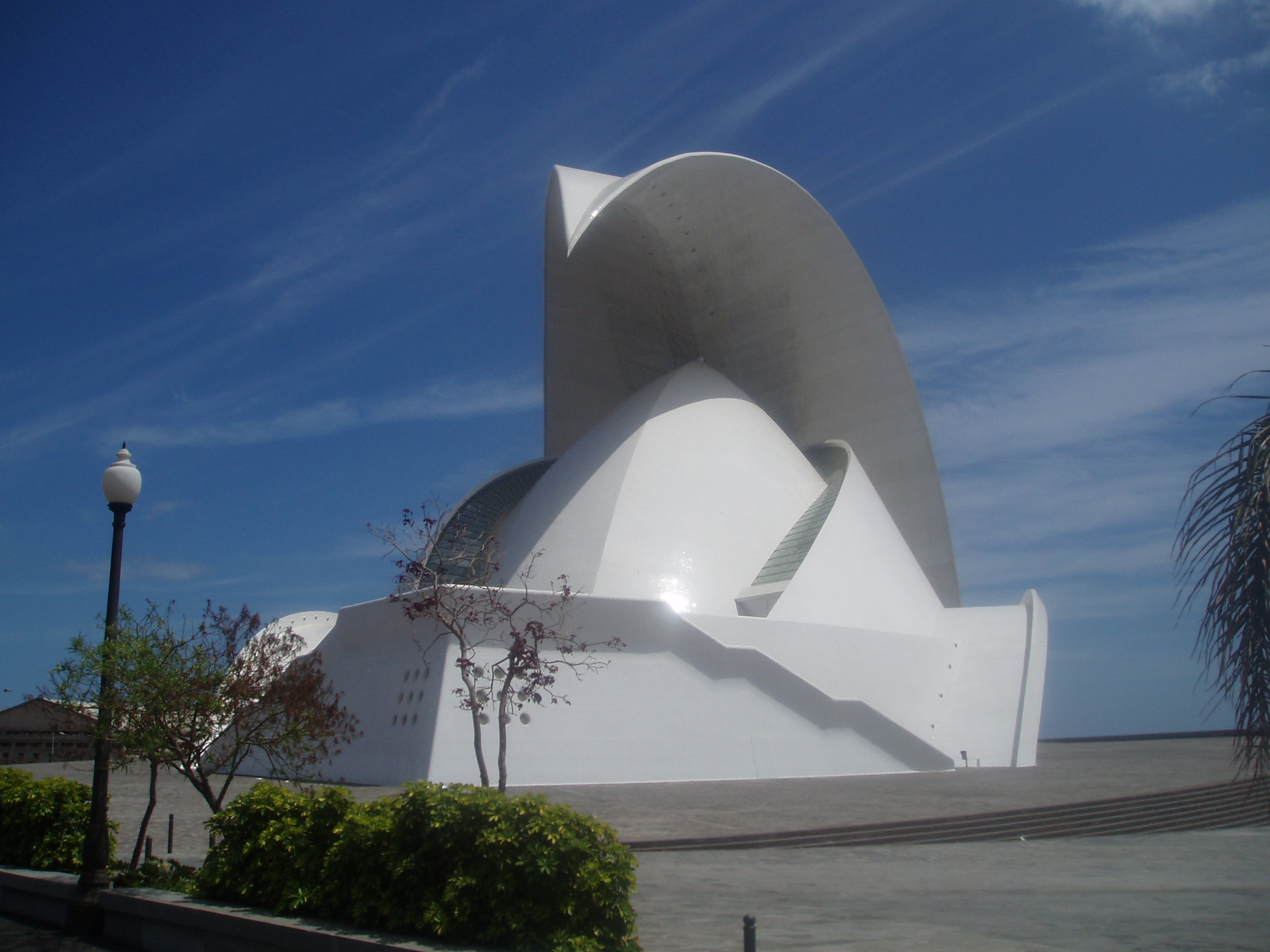
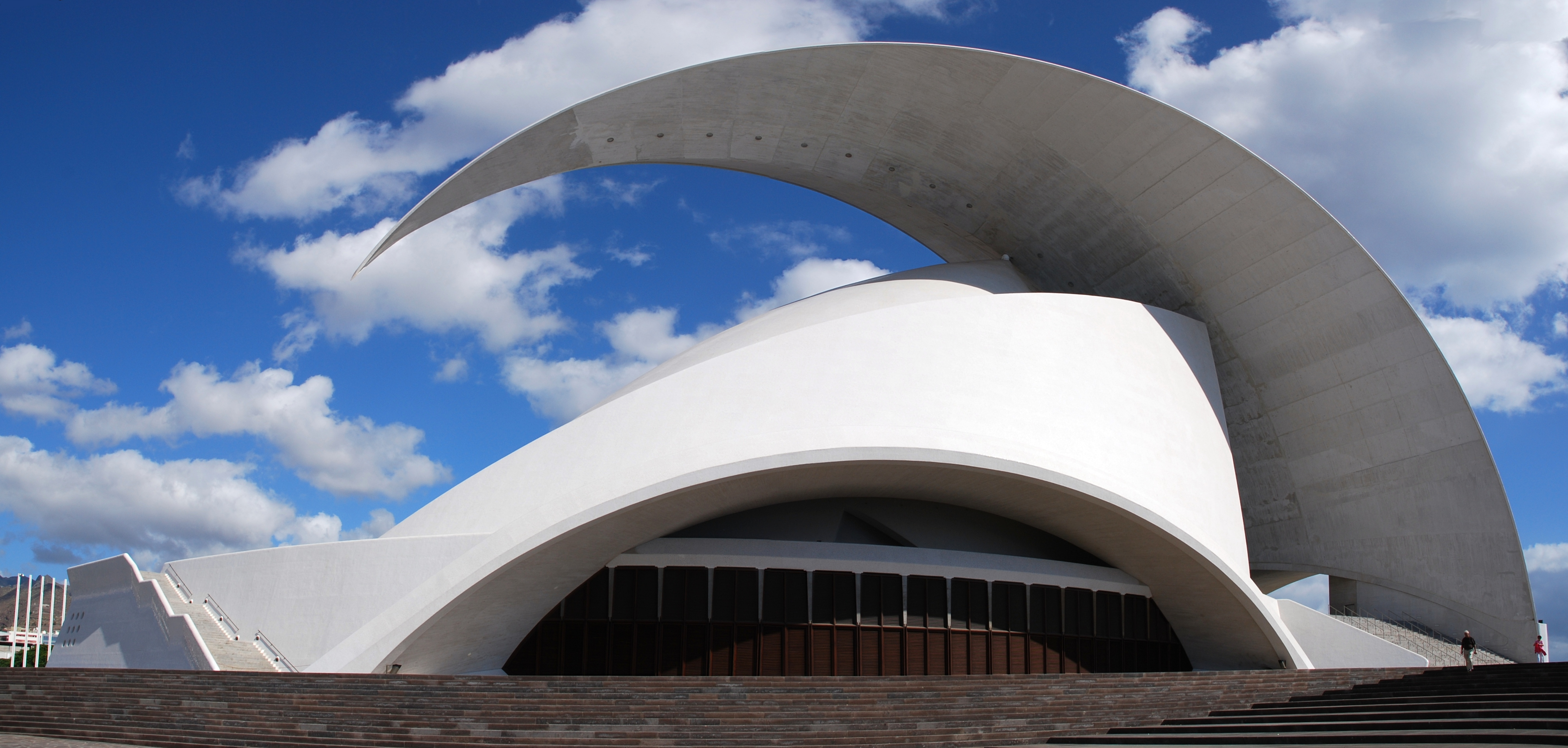
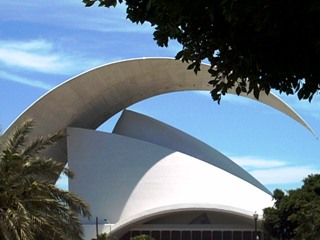